# Continued Silence EP
Continued Silence EP è un EP del gruppo musicale statunitense Imagine Dragons, pubblicato il 14 febbraio 2012.
Dopo aver passato venti settimane nella Top Heatseekers statunitense, è riuscito a raggiungere la 40ª posizione della Billboard 200. È stato anticipato dalla pubblicazione del singolo It's Time, che insieme ad altri tre brani sarà poi riproposto nell'album di debutto del gruppo Night Visions, pubblicato nel settembre 2012.

## Tracce
1. Radioactive – 3:06
2. Demons – 2:57
3. On Top of the World – 3:12
4. Round and Round – 3:17
5. It's Time – 4:00
6. My Fault – 2:56

## Formazione
- Dan Reynolds – voce
- Wayne Sermon – chitarra, mandolino, cori
- Ben Mckee – basso, cori
- Daniel Platzman – batteria, percussioni, cori (eccetto in It's Time)
- Andrew Tolman – batteria, percussioni e cori in It's Time
- Brittany Tolman – tastiera e cori in It's Time

## Classifiche
| Classifica (2012)         | Posizione massima |
| ------------------------- | ----------------- |
| Irlanda                   | 86                |
| Stati Uniti               | 40                |
| Stati Uniti (heatseekers) | 1                 |
| Stati Uniti (alternative) | 8                 |
| Stati Uniti (rock)        | 11                |
| Svezia                    | 20                |